# كارل يوهانسون (لاعب كرة قدم)
كارل يوهانسون (بالسويدية: Carl Johansson) (17 يونيو 1998 في السويد - ) هو لاعب كرة قدم سويدي في مركز الوسط. لعب مع نادي كالمار وOskarshamns AIK ‏.

## وصلات خارجية
- كارل يوهانسون على موقع اتحاد السويد (السويدية)
- كارل يوهانسون على موقع قاعدة بيانات كرة القدم.إي يو (الإنجليزية)
- كارل يوهانسون على موقع Soccerway.com (الإنجليزية)